# 廣瀨郡
廣瀨郡为奈良縣過去轄下的一個郡，已於1897年4月1日與葛下郡合併為北葛城郡。
在1880年實施郡區町村編制法時的轄區包括現在的河合町、廣陵町全部地區及大和高田市北部一小部分地區。

## 歷史
在令制國時代屬於大和國，10世紀時依據和名類聚抄，其下設有城戶鄉、上倉鄉、下倉鄉、山守鄉、散吉鄉、下句鄉。
江戶時代大部分區域為郡山藩的領地，另有小部分區域屬於久居藩和寺社領。
19世紀明治維新後，原屬奈良奉行管轄的寺社領改隸屬新政府設立的奈良縣，郡山藩領地1871年實施廢藩置縣後改隸屬郡山縣，但在同一年的府縣整併中，郡山縣被併入奈良縣；1876年的第二次府縣整併中，奈良縣遭到廢除，改隸屬堺縣管轄，不過到了1881年又因堺縣被廢除改隸屬大阪府，直到1887年重新設立了奈良縣，才恢復隸屬奈良縣轄下。
在1880年實施郡區町村編制法時，正式的設置了近代的行政區劃「廣瀨郡」，並在添上郡的奈良町設置「奈良郡役所」，由於郡役所同時也負責管轄周邊的添上郡、添下郡、山邊郡、平群郡，因此後來又改稱為「添上添下山邊廣瀨平群郡役所」。

### 沿革

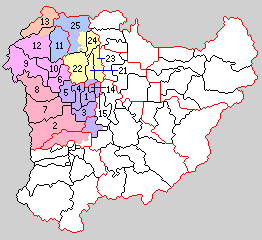
1889年廣瀨郡轄下的行政區劃：
21.瀨南村、22.馬見村、23.百濟村、24.箸尾村、25.河合村
（紫色：現屬大和高田市、黃色：現屬廣陵町、青色：未曾參與合併、1 - 15屬葛下郡）

- 1889年4月1日：實施町村制，廣瀨郡下設：瀨南村（日语：瀬南村）、馬見村（日语：馬見町）、百濟村（日语：百済村）、箸尾村（日语：箸尾町）、河合村。（5村）
- 1892年2月12日：河合村的部分地區被併入箸尾村。
- 1897年4月1日：實施郡制（日语：郡制），同時與葛下郡合併為北葛城郡。